# 代碼奔騰
《代碼奔騰》（英語：Code Rush）是大衛·溫頓（David Winton）導演於1998年至2000年間所拍攝的紀錄片，紀錄了矽谷的Netscape工程師們將瀏覽器原始碼釋出，成為Mozilla計畫的經過，同時Netscape也正經歷被美國線上併購的過程。該紀錄片描繪了Netscape的工程師們，放棄正常生活與家庭，試圖挽救公司免於倒閉的命運。
Mozilla Firefox 3發布後的2009年，Andy Baio將紀錄片上傳到個人網站，導演大衛·溫頓雖然一開始要求移除檔案，但後來決定以BY-NC-SA授權釋出。
网上名人阮一峰在他的部落格上介绍说：“如果你对软件业感兴趣，希望了解程序员的生活，以及Mozilla项目的起源和创造它的人们，那么千万不要错过这部纪录片。我保证这是一部过目难忘的作品。”

## 外部連結
- YouTube上的《Code Rush》多國語言字幕
- 優酷網上的「《Code Rush》简体中文字幕注释版」（简体中文）
- 互联网电影数据库（IMDb）上《代碼奔騰》的资料（英文）